# CNH Canal Huelva
CNH Canal Huelva (CNH) nace el 20 de octubre de 2006, cuando después de una fuerte inversión de un millón de Euros del empresario Francisco Urbano el operador local TV Telecuna del Descubrimiento que inició emisiones en 1996, decidió comenzar este proyecto.
CNH Canal Huelva basa su programación, en contenidos locales especializados en la información y la actualidad de Huelva y cercanías. También dedica atención en directo a los eventos que se realizan en Huelva.
CNH Canal Huelva, cuenta con un centro de producción en Huelva capital para dar respaldo a los canales CNH-Huelva, que emite en la demarcación de Huelva, y CNH-Costa para la demarcación de Lepe, aunque esta última actualmente no emite programación. En este centro trabajaban más de 50 personas, plantilla que ha debido ser reducida por ajustes de producción. 
En el concurso de TDT resuelto en 2008 ha obtenido licencias en la demarcación de Huelva Ciudad, para el canal CNH-Huelva, y en la de Lepe para el canal CNH-Costa.
En el concurso resuelto por la Junta de Andalucía sobre licencias de FM en Andalucía, le ha sido concedida licencia para emitir en la provincia de Huelva.
A partir de septiembre de 2014, cesaron sus emisiones en TDT. Los trabajadores fueron despedidos en noviembre de 2014. 
En agosto de 2015, 10 meses después del cese de emisiones, la cadena anunció el regreso para septiembre de 2015.
El 18 de septiembre de 2015 reiniciaron sus emisiones y el 19 de septiembre retransmitieron la Coronación de Ntra. Madre y Sra. de los Dolores. En los meses sucesivos se han ido integrando programas con relación al ámbito local como son "La Mirada" o "Huelva Hoy", además de la " Tertulia Recreativista" o también la información cofrade está presente en "El Cabildo".